# Brucepattersonius guarani
Brucepattersonius guarani е вид гризач от семейство Хомякови (Cricetidae).

## Разпространение
Видът е разпространен в Аржентина.